# Bossieu
Bossieu est une commune française située dans le département de l'Isère, en région Auvergne-Rhône-Alpes.
Ses habitants sont les Bossiérots.

## Géographie

### Situation et description
Bossieu est un modeste village situé entre Lyon, Grenoble, Valence et Bourgoin-Jallieu. Il se positionne plus précisément au nord-ouest de La Côte-Saint-André dans la Plaine du Liers-Bièvre. Il s'agit de la région naturelle du Bas Dauphiné, en Isère.

### Communes limitrophes
| Saint-Julien-de-l'Herms | Villeneuve-de-Marc |                                                          |
| Pommier-de-Beaurepaire  | Bossieu            | Porte-des-Bonnevaux (ancienne commune d'Arzay)           |
|                         | Faramans           | Penol / Ornacieux-Balbins (ancienne commune d'Ornacieux) |

### Hydrographie
Le territoire de la commune est traversé par le Suzon, un affluent de la Varèze et donc un sous-affluent du Rhône.

### Climat
Pour des articles plus généraux, voir Climat d'Auvergne-Rhône-Alpes et Climat de l'Isère.
En 2010, le climat de la commune est de type climat des marges montargnardes, selon une étude du Centre national de la recherche scientifique s'appuyant sur une série de données couvrant la période 1971-2000. En 2020, Météo-France publie une typologie des climats de la France métropolitaine dans laquelle la commune est exposée à un climat de montagne ou de marges de montagne et est dans la région climatique  Moyenne vallée du Rhône, caractérisée par un bon ensoleillement en été (fraction d’insolation > 60 %), une forte amplitude thermique annuelle (4 à 20 °C), un air sec en toutes saisons, orageux en été, des vents forts (mistral), une pluviométrie élevée en automne (250 à 300 mm). 
Pour la période 1971-2000, la température annuelle moyenne est de 10,8 °C, avec une amplitude thermique annuelle de 17,5 °C. Le cumul annuel moyen de précipitations est de 1 013 mm, avec 9,7 jours de précipitations en janvier et 6,7 jours en juillet. Pour la période 1991-2020, la température moyenne annuelle observée sur la station météorologique de Météo-France la plus proche, « Grenoble-Saint-Geoirs », sur la commune de Saint-Étienne-de-Saint-Geoirs à 18 km à vol d'oiseau, est de 11,5 °C et le cumul annuel moyen de précipitations est de 915,1 mm,. Pour l'avenir, les paramètres climatiques de la commune estimés pour 2050 selon différents scénarios d'émission de gaz à effet de serre sont consultables sur un site dédié publié par Météo-France en novembre 2022.

### Voies de communication et transports
Le territoire communal est traversé par la route départementale 56 (RD56).

## Urbanisme

### Typologie
Au 1er janvier 2024, Bossieu est catégorisée commune rurale à habitat dispersé, selon la nouvelle grille communale de densité à sept niveaux définie par l'Insee en 2022.
Elle est située hors unité urbaine et hors attraction des villes,.

### Occupation des sols
L'occupation des sols de la commune, telle qu'elle ressort de la base de données européenne d’occupation biophysique des sols Corine Land Cover (CLC), est marquée par l'importance des territoires agricoles (53,6 % en 2018), en diminution par rapport à 1990 (56,6 %). La répartition détaillée en 2018 est la suivante : 
terres arables (37,4 %), forêts (37,4 %), prairies (15 %), milieux à végétation arbustive et/ou herbacée (3,8 %), zones urbanisées (3,4 %), eaux continentales (1,8 %), zones agricoles hétérogènes (1,2 %). L'évolution de l’occupation des sols de la commune et de ses infrastructures peut être observée sur les différentes représentations cartographiques du territoire : la carte de Cassini (XVIIIe siècle), la carte d'état-major (1820-1866) et les cartes ou photos aériennes de l'IGN pour la période actuelle (1950 à aujourd'hui).

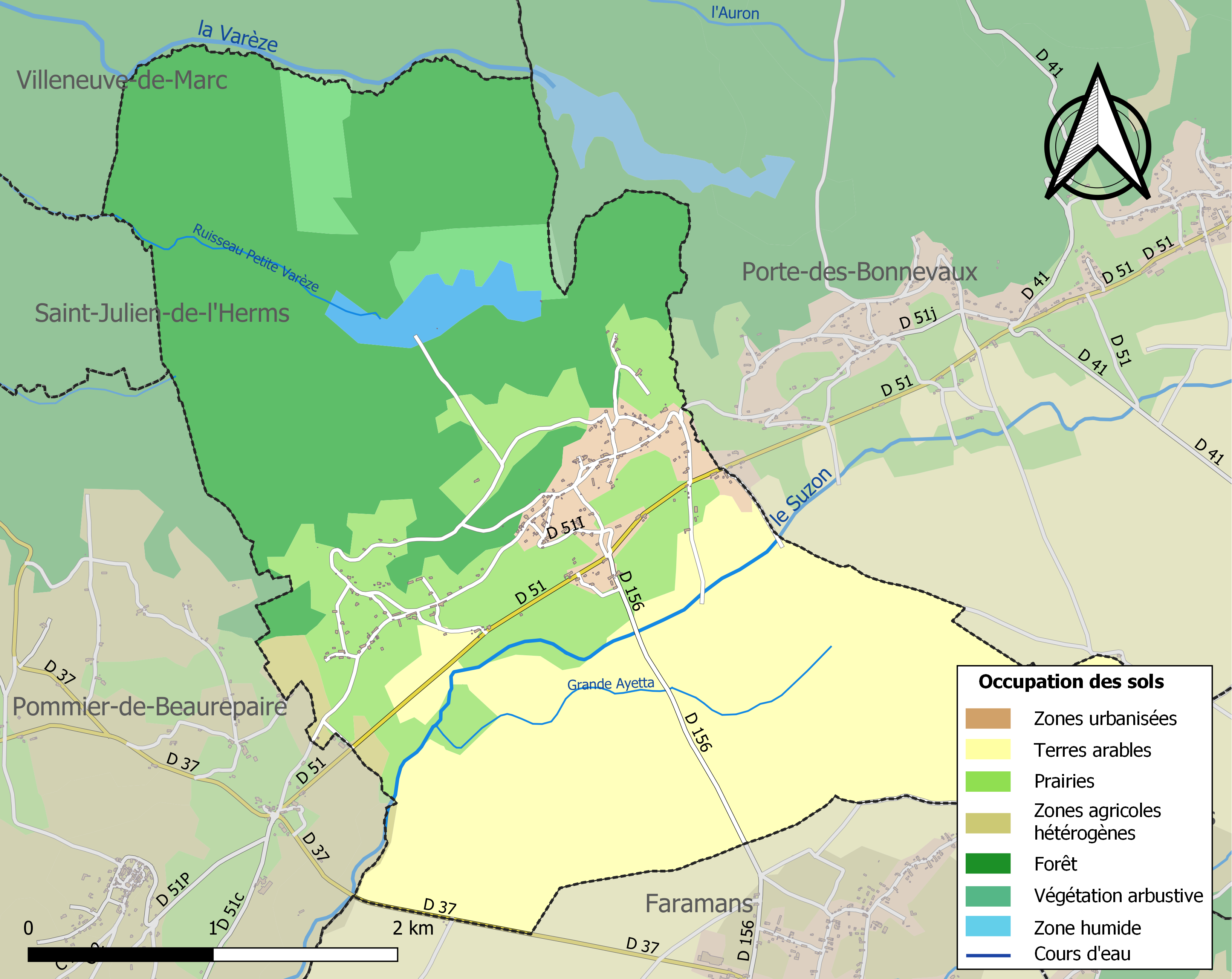
Carte des infrastructures et de l'occupation des sols de la commune en 2018 (CLC).

### Risques naturels

#### Risques sismiques
L'ensemble du territoire de la commune de Bossieu est situé en zone de sismicité n°3 (sur une échelle de 1 à 5), comme la plupart des communes de son secteur géographique.
| Type de zone | Niveau            | Définitions (bâtiment à risque normal) |
| ------------ | ----------------- | -------------------------------------- |
| Zone 3       | Sismicité modérée | accélération = 1,1 m/s2                |

## Toponymie
Ce toponyme peut découler du latin bonum solum qui signifie « bonne terre » ou de bonum essieu qui signifie « bonne plaine » ou bien encore de buxus qui est le nom latin du buis.

## Histoire

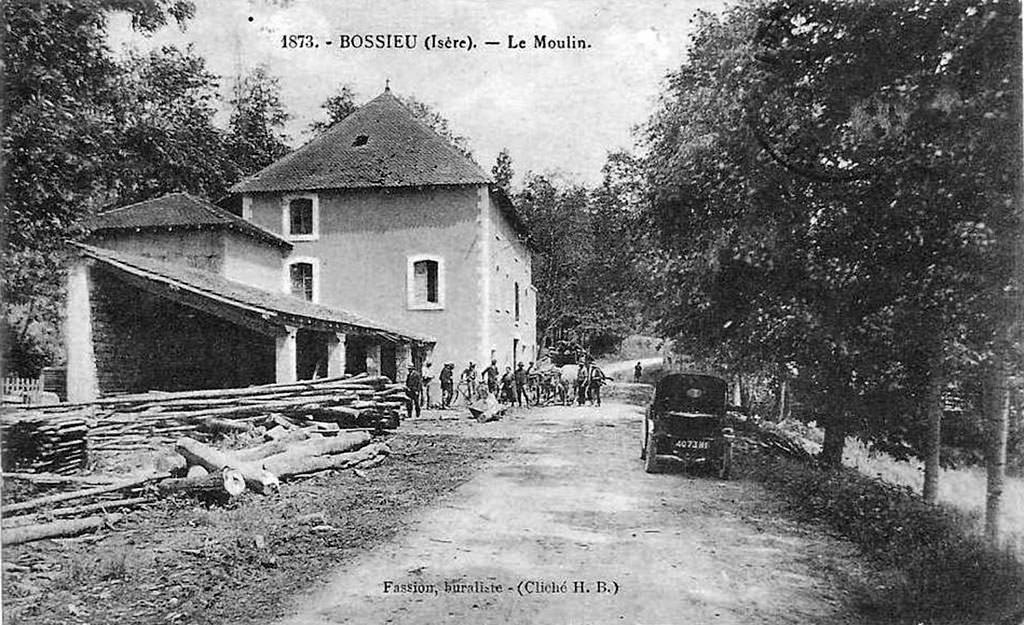
Le moulin au début du XXe siècle.

## Politique et administration

### Liste des maires
| Période                                  | Période  | Identité        | Étiquette | Qualité |
| ---------------------------------------- | -------- | --------------- | --------- | ------- |
| mars 2001                                | 2014     | Bruno Lequay    |           |         |
| 2014                                     | En cours | Thierry Collion | SE        | Ouvrier |
| Les données manquantes sont à compléter. |          |                 |           |         |

## Population et société

### Démographie
L'évolution du nombre d'habitants est connue à travers les recensements de la population effectués dans la commune depuis 1793. Pour les communes de moins de 10 000 habitants, une enquête de recensement portant sur toute la population est réalisée tous les cinq ans, les populations de référence des années intermédiaires étant quant à elles estimées par interpolation ou extrapolation. Pour la commune, le premier recensement exhaustif entrant dans le cadre du nouveau dispositif a été réalisé en 2006.

En 2022, la commune comptait 327 habitants, en évolution de +12,37 % par rapport à 2016 (Isère : +3,07 %, France hors Mayotte : +2,11 %).
| 1793 | 1800 | 1806 | 1821 | 1831 | 1836 | 1841 | 1846 | 1851 |
| ---- | ---- | ---- | ---- | ---- | ---- | ---- | ---- | ---- |
| 472  | 505  | 404  | 450  | 467  | 521  | 496  | 538  | 539  |

| 1856 | 1861 | 1866 | 1872 | 1876 | 1881 | 1886 | 1891 | 1896 |
| ---- | ---- | ---- | ---- | ---- | ---- | ---- | ---- | ---- |
| 524  | 482  | 479  | 458  | 458  | 447  | 435  | 407  | 390  |

| 1901 | 1906 | 1911 | 1921 | 1926 | 1931 | 1936 | 1946 | 1954 |
| ---- | ---- | ---- | ---- | ---- | ---- | ---- | ---- | ---- |
| 381  | 349  | 344  | 307  | 330  | 316  | 294  | 299  | 290  |

| 1962 | 1968 | 1975 | 1982 | 1990 | 1999 | 2006 | 2011 | 2016 |
| ---- | ---- | ---- | ---- | ---- | ---- | ---- | ---- | ---- |
| 248  | 212  | 209  | 212  | 241  | 277  | 276  | 268  | 291  |

| 2021 | 2022 | - | - | - | - | - | - | - |
| ---- | ---- | - | - | - | - | - | - | - |
| 320  | 327  | - | - | - | - | - | - | - |

### Enseignement
La commune est rattachée à l'académie de Grenoble.

### Médias
Historiquement, le quotidien à grand tirage Le Dauphiné libéré consacre, chaque jour, y compris le dimanche, dans son édition du Nord-Isère, un ou plusieurs articles à l'actualité du canton et quelquefois de la commune, ainsi que des informations sur les éventuelles manifestations locales, les travaux routiers, et autres événements divers à caractère local.

### Cultes
La communauté catholique et l'église de Bossieu (propriété de la commune) sont rattachées à la paroisse Sainte Marie de Bièvre-Liers qui est elle-même rattachée au diocèse de Grenoble-Vienne. La maison paroissiale se situe près de l'église de la Côte.

## Culture locale et patrimoine

### Lieux et monuments
- Demeure dite Le Cellier, comportant une tour ronde bâtie selon la tradition en 1138, probablement datant du XIIIe siècle. Elle représente ce qu'il reste de l'ancienne dépendance agricole de l'abbaye de Bonnevaux[19].
- Église Saint-Thiers du XIXe siècle.

### Patrimoine culturel
- Ecomusée de Bossieu

### Héraldique
|  | Bossieu possède des armoiries dont l'origine et le blasonnement exact ne sont pas disponibles. |